# Schistonoea fulvidella
Schistonoea fulvidella är en fjärilsart som beskrevs av Walsingham 1897. Schistonoea fulvidella ingår i släktet Schistonoea och familjen stävmalar. Inga underarter finns listade i Catalogue of Life.